# Mali planet
Mali planet je astronomski objekt u izravnoj orbiti oko Sunca koji nije ni planet niti isključivo svrstan pod komete. Mali planeti mogu biti patuljasti planeti, asteroidi, trojanci, kentauri, objekti Kuiperovog pojasa i ostali trans-neptunski objekti. Po stanju 2016., orbite 794.832 malih planeta arhivirane su u Središtu za male planete, od kojih 469.275 su primili stalne brojeve